# Jorge Rondón
Jorge Leonardo Rondón (né le 16 février 1988 à Calabozo, Guárico, Venezuela) est un lanceur droitier des Ligues majeures de baseball.

## Carrière
Jorge Rondón signe son premier contrat professionnel en 2006 avec les Cardinals de Saint-Louis. Il fait ses débuts dans le baseball majeur avec cette équipe le 29 juin 2014 alors qu'il apparaît durant une manche comme lanceur de relève face aux Dodgers de Los Angeles. 
Il fait deux apparitions au monticule et lance une manche complète au total pour les Rockies du Colorado en 2015, après avoir été le 3 novembre 2014 réclamé au ballottage par l'équipe. Il quitte les Rockies de la même façon : il est réclamé au ballottage le 10 mai 2015 par les Orioles de Baltimore. Il accorde 11 points mérités en 13 manches et un tiers lancées pour les Orioles.
Le 26 octobre 2015, il est réclamé au ballottage par les Pirates de Pittsburgh.